# Te Kowhai
Te Kowhai est une petite localité rurale de Nouvelle-Zélande située dans l’île du Nord, dans la banlieue de la cité d’Hamilton.

## Situation
Elle est localisée à 15 km au nord-ouest de la ville d’Hamilton.

## Activités
Elle consiste principalement en fermes laitières et d’élevage de bétail.
Elle comprend aussi une école primaire et intermédiaire, des petits magasins de laitage, fruits et légumes frais et plats cuisinés à emporter et un atelier de mécanique.
L’aérodrome de Te Kowai (en) est situé à proximité du centre-ville. Un fabricant d'ULM, Micro Aviation NZ (en), est basé dans la ville.
La ville est populaire pour ses nouveaux lotissements. 